# Calytrix flavescens
Calytrix flavescens är en myrtenväxtart som beskrevs av Allan Cunningham. Calytrix flavescens ingår i släktet Calytrix och familjen myrtenväxter. Inga underarter finns listade i Catalogue of Life.